# Yvonne Wübben
Yvonne Wübben (* 1969) ist eine deutsche Literaturwissenschaftlerin.

## Leben
Nach dem Studium (1988–2004) der Germanistik, Philosophie und Medizin in Berlin, Austin, Paris und Freiburg im Breisgau war sie von 2004 bis 2005 wissenschaftliche Mitarbeiterin am Institut für Deutsche Philologie der Ludwig-Maximilians-Universität München. Nach der medizinischen Promotion an der FU Berlin 1999 war sie von 2005 bis 2010 wissenschaftliche Mitarbeiterin am Institut für Deutsche und Niederländische Philologie der Freien Universität Berlin. Nach der germanistischen Promotion 2004 an der Universität Gießen, war sie von 2010 bis 2016 Juniorprofessorin für „Literatur und anthropologisches Wissen“ an der Ruhr-Universität Bochum, Mercator-Forschergruppe „Räume anthropologischen Wissens“. Seit 2017 ist sie Professorin für „Literatur und anthropologisches Wissen“ (W-2) an der Ruhr-Universität Bochum.

## Schriften (Auswahl)
- Gespenster und Gelehrte. Die ästhetische Lehrprosa G. F. Meiers (1718–1777). Tübingen 2007, ISBN 3-484-81034-3.
- Verrückte Sprache. Psychiater und Dichter in der Anstalt des 19. Jahrhunderts. Paderborn 2012, ISBN 3-86253-023-X.
- Büchners „Lenz“. Geschichte eines Fall. Paderborn 2016, ISBN 3-86253-080-9.